# Староселье (деревня, Москва)
Староселье — деревня в Новомосковском административном округе Москвы  (до 1 июля 2012 года была в составе Ленинского района Московской области). Входит в состав поселения Филимонковское.

## История
В XIX веке деревня Староселья входила в состав Десенской волости Подольского уезда. В 1899 году в деревне проживало 96 человек.
Согласно Всероссийской переписи, в 2002 году в деревне проживало 22 человека (9 мужчин и 13 женщин). По данным на 2005 год в деревне проживал 21 человек.

## Расположение
Деревня Староселье находится примерно в 6 км к юго-западу от центра города Московский. Ближайшие населённые пункты — деревни Харьино и Марьино. Рядом протекает река Незнайка.